# Vasil Shkurtaj
Vasil Thomas Shkurtaj (La Canea, 27 aprile 1992) è un calciatore greco naturalizzato albanese, attaccante dell'AEZ Zakakiou.

## Biografia
Nato e cresciuto a Chania in Grecia, ma è di origini albanesi.

## Carriera

### Club
Ha esordito nella massima serie del campionato greco con la maglia del Paniōnios ed in quella olandese con il Roda JC.

### Nazionale
Dopo aver vestito la maglia della nazionale Under-19 nel 2009, ha esordito con l'Under-21 nello stesso anno, giocando nelle partite per le qualificazioni agli Europei di categoria.

## Statistiche

### Presenze e reti nei club
Statistiche aggiornate al 29 luglio 2020.
| Stagione                | Squadra                 | Campionato              | Campionato | Campionato | Coppe nazionali | Coppe nazionali | Coppe nazionali | Coppe continentali | Coppe continentali | Coppe continentali | Altre coppe | Altre coppe | Altre coppe | Totale | Totale |
| Stagione                | Squadra                 | Comp                    | Pres       | Reti       | Comp            | Pres            | Reti            | Comp               | Pres               | Reti               | Comp        | Pres        | Reti        | Pres   | Reti   |
| ----------------------- | ----------------------- | ----------------------- | ---------- | ---------- | --------------- | --------------- | --------------- | ------------------ | ------------------ | ------------------ | ----------- | ----------- | ----------- | ------ | ------ |
| 2010-gen. 2011          | Paniōnios               | SL                      | 3          | 0          | CG              | 0               | 0               | -                  | -                  | -                  | -           | -           | -           | 3      | 0      |
| gen.-giu. 2011          | Thrasyvoulos            | FL                      | 7          | 0          | CG              | 0               | 0               | -                  | -                  | -                  | -           | -           | -           | 7      | 0      |
| 2011-gen. 2012          | Platanias               | FL                      | 0          | 0          | CG              | 0               | 0               | -                  | -                  | -                  | -           | -           | -           | 0      | 0      |
| gen.-giu. 2012          | Vilaverdense            | SL                      | 15         | 3          | CP+CdL          | 0+0             | 0               | -                  | -                  | -                  | -           | -           | -           | 15     | 3      |
| 2012-2013               | Tondela                 | SL                      | 13         | 2          | CP+CdL          | 1+3             | 0               | -                  | -                  | -                  | -           | -           | -           | 17     | 2      |
| 2013-2014               | Roda JC                 | ED                      | 8          | 1          | CO              | 1               | 0               | -                  | -                  | -                  | -           | -           | -           | 9      | 1      |
| 2014-gen. 2015          | Nikī Volo               | SL                      | 10         | 4          | CG              | 1               | 0               | -                  | -                  | -                  | -           | -           | -           | 11     | 4      |
| gen.-giu. 2015          | Asteras Tripolīs        | SL                      | 3+1        | 0          | CG              | 0               | 0               | -                  | -                  | -                  | -           | -           | -           | 4      | 0      |
| 2015-gen. 2016          | Asteras Tripolīs        | SL                      | 5          | 1          | CG              | 2               | 2               | UEL                | 1                  | 0                  | -           | -           | -           | 8      | 3      |
| Totale Asteras Tripolis | Totale Asteras Tripolis | Totale Asteras Tripolis | 8+1        | 1+0        |                 | 2               | 2               |                    | 1                  | 0                  |             | -           | -           | 12     | 3      |
| gen.-giu. 2016          | Skoda Xanthī            | SL                      | 12         | 0          | CG              | 0               | 0               | -                  | -                  | -                  | -           | -           | -           | 12     | 0      |
| 2016-2017               | Arīs Limassol           | AK                      | 18         | 4          | CC              | 1               | 0               | -                  | -                  | -                  | -           | -           | -           | 19     | 4      |
| lug.-ago. 2017          | Arīs Limassol           | AK                      | 1          | 0          | CC              | 0               | 0               | -                  | -                  | -                  | -           | -           | -           | 1      | 0      |
| Totale Aris Limassol    | Totale Aris Limassol    | Totale Aris Limassol    | 19         | 4          |                 | 1               | 0               |                    | -                  | -                  |             | -           | -           | 20     | 4      |
| set. 2017-2018          | Luftëtari               | KS                      | 15         | 6          | CA              | 1               | 0               | -                  | -                  | -                  | -           | -           | -           | 16     | 6      |
| 2018-gen. 2019          | Luftëtari               | KS                      | 18         | 7          | CA              | 0               | 0               | UEL                | 2                  | 2                  | -           | -           | -           | 20     | 9      |
| Totale Luftëtari        | Totale Luftëtari        | Totale Luftëtari        | 33         | 13         |                 | 1               | 0               |                    | 2                  | 2                  |             | -           | -           | 36     | 15     |
| gen.-giu. 2019          | Kukësi                  | KS                      | 16         | 5          | CA              | 7               | 4               | UCL+UEL            | -                  | -                  | SA          | -           | -           | 23     | 9      |
| 2019-2020               | Kukësi                  | KS                      | 30         | 22         | CA              | 4               | 1               | UEL                | 2                  | 0                  | SA          | 1           | 0           | 37     | 23     |
| Totale Kukësi           | Totale Kukësi           | Totale Kukësi           | 46         | 27         |                 | 11              | 5               |                    | 2                  | 0                  |             | 1           | 0           | 60     | 32     |
| Totale carriera         | Totale carriera         | Totale carriera         | 174+1      | 55+0       |                 | 21              | 7               |                    | 5                  | 2                  |             | 1           | 0           | 202    | 64     |

## Palmarès

### Club

#### Competizioni nazionali
- Coppa d'Albania: 1

Kukësi: 2018-2019